# Komárik István
Komárik István (Nyitra, 1855. december 23.– Kalocsa, 1940. március 25.) jezsuita történetíró, tanár, cenzor.

## Élete
A Nyitrai Piarista Gimnáziumban, majd a győri felsőbb gimnáziumi osztályokban tanult. Az innsbrucki és budapesti egyetemeken végzett. 1877-ben belépett a jezsuita rendbe. Két év félbeszakítással 1885-tól a kalocsai érseki főgimnáziumban tanított történelmet, classica filológiát, bölcselet és egyben hitszónok is volt. 1887-ben tanári vizsgát tett. 1890-ben Bécs-Lainzban végezte a harmadik próbaévet. 1891–1903 között Kalocsán tanított. 1904–1905-ben Budapesten volt vasárnapi hitszónok és lelkigyakorlat-vezető. 1906–1919 között újra Kalocsán tanított. 1920–1921-ben ismét Budapesten volt hitszónok. A következő évben Szegeden, 1923–1926 között pedig Kalocsán tanított. A következő évben Szegeden tanított, majd visszatért Kalocsára, ahol 1937-ig volt tanár. Utána haláláig a diák Mária-kongregációt vezette.
1919-1923 között könyvbíráló. Több folyóirat (Katholikus Szemle, Hitszónoklati Folyóirat, Congregatioi Értesítő) munkatársa.

## Művei
- II. Rákóczi Ferencz és a Mária-kongregáczió története
- 1887 Katholikus és protestáns történetirás. Magyar Állam.
- 1891 Karácsonyi ünnepségek a kalocsai Stepheneumi intézetben. Magyar Állam.
- 1891 Klobusiczky Péter kalocsai érsek élete. Kalocsa
- 1891 Gróf Koháry István élete. Kalocsa.
- 1891 A három kassai vértanú. Budapest.
- 1893 Emléklombok. Kalocsa.
- 1896 A determinizmus és praedeterminizmus. Bölcseleti Folyóirat.
- 1896-1897 Calderon színművei. Ford. Kalocsa.
- 1896 Az ifjusághoz intézett millenniumi beszéd. Kalocsai Néplap.
- 1896 A kalocsai főgymnasium története. A kalocsai érseki főgymnasium Értesítője.
- 1897 A tiz szobor ünnepén tartott beszéd. Kalocsai Néplap.
- 1899 Magyarország oknyomozó története. Kalocsa.
- 1904 A három kassai vértanú. Budapest.
- 1907 Emlékbeszéd II. Rákóczi Ferenc fölött. Kalocsa.